# Zweispitz (Hut)

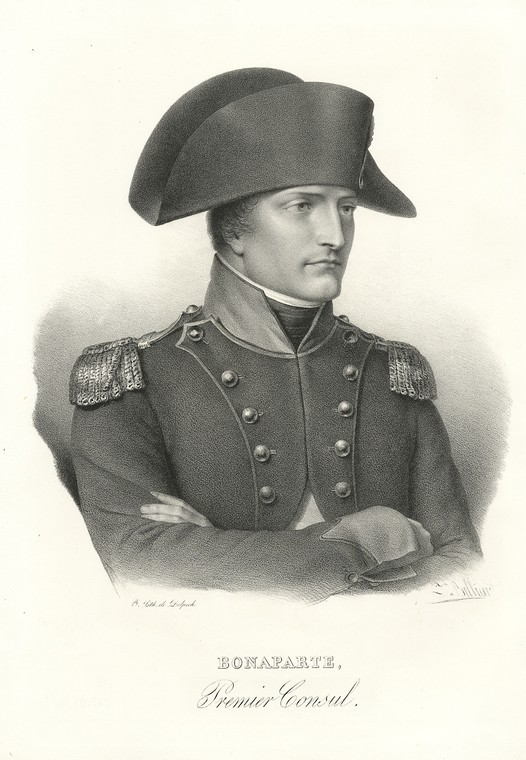
Napoleon Bonaparte

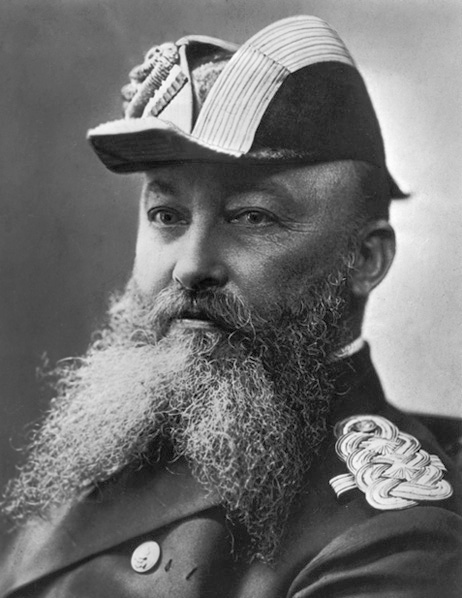
Großadmiral Alfred von Tirpitz mit Zweispitz

Ein Zweispitz (auch Zweimaster, Sturmhut oder Napoleonshut) ist ein Hut, bei dem die Krempe so aufgestellt ist, dass sich zwei Spitzen bilden. Er wurde sowohl mit einer Spitze nach vorne und einer nach hinten (Wellingtonhut) als auch quer getragen (Napoleonshut). Bekannte Querträger waren Napoleon Bonaparte oder bis heute die Bereiter der Spanischen Hofreitschule. Möglich ist auch ein schräges Tragen.

## Geschichte
Entstanden ist diese Hutform wohl um 1790 als militärische Kopfbedeckung für Offiziere. Sie löste den im 18. Jahrhundert vorwiegend verwendeten Dreispitz ab. 
Von den 1790er Jahren bis in die erste Hälfte des 19. Jahrhunderts trat der Zweispitz auch als festliche studentische Kopfbedeckung in Erscheinung (Studentenmütze). Ab etwa 1810 war er bis in die Mitte des 19. Jahrhunderts nur noch vereinzelt als Festschmuck der Vorsitzenden (siehe Senior) von Studentenverbindungen in Gebrauch (chapeau d’honneur). 

## Heutige Verwendung
Heute wird diese Kopfbedeckung nur noch selten getragen, unter anderen von:
- Offizieren der British Army zur Großen Uniform
- Angehörigen der Guardia Civil und der Carabinieri zur Großen Uniform
- Sargträgern
- Mitgliedern der Spanischen Hofreitschule in Wien
- Studenten der École polytechnique zur Großen Uniform
- Mitgliedern der Académie française während der Zeremonien
- Diplomaten verschiedener Staaten zur Diplomatenuniform
- Kommandanten, Kommandantstabsmitgliedern der Schwedischen Armee
- Musikdirektoren der Schwedischen Armee
- Kammerherren und Hofbeamten des Schwedischen Königlichen Hofs
- Weibeln der Schweizerischen Eidgenossenschaft
- Mitglieder des Collegiums des Corps der Bürgersöhne von 1814 e. V. Peine

## Galerie

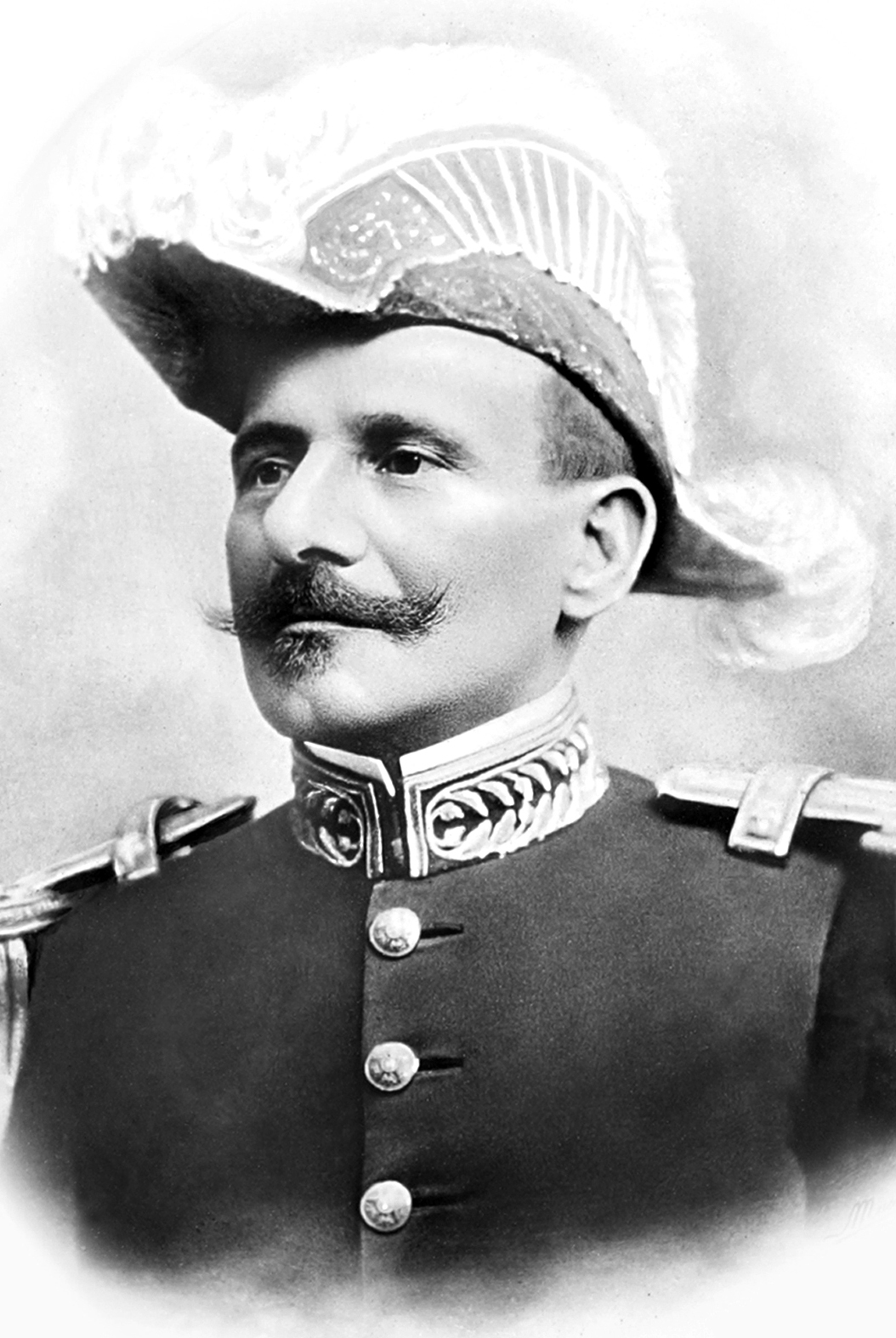
Hermes Rodrigues da Fonseca, 1910
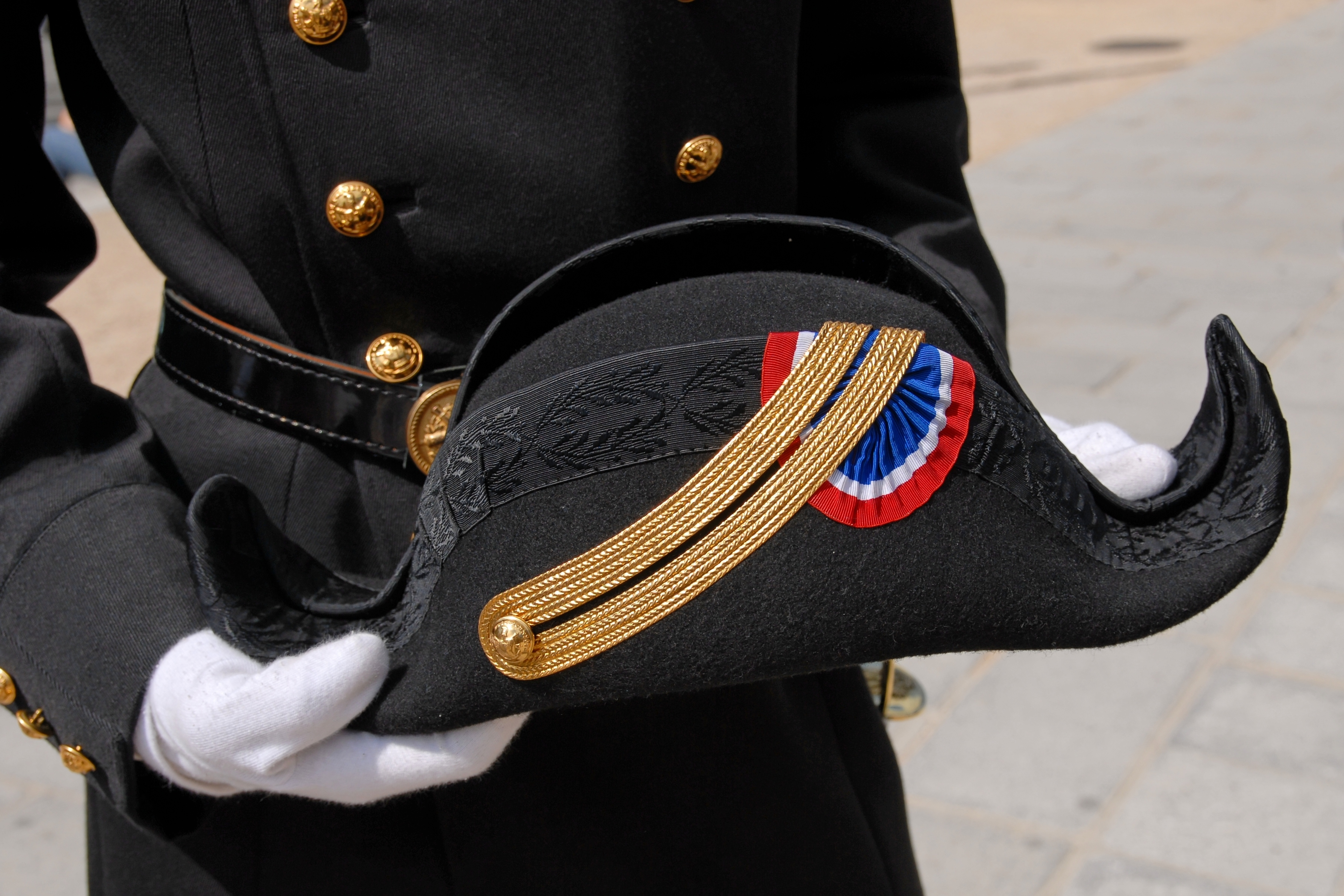
Student der École polytechnique, 2007
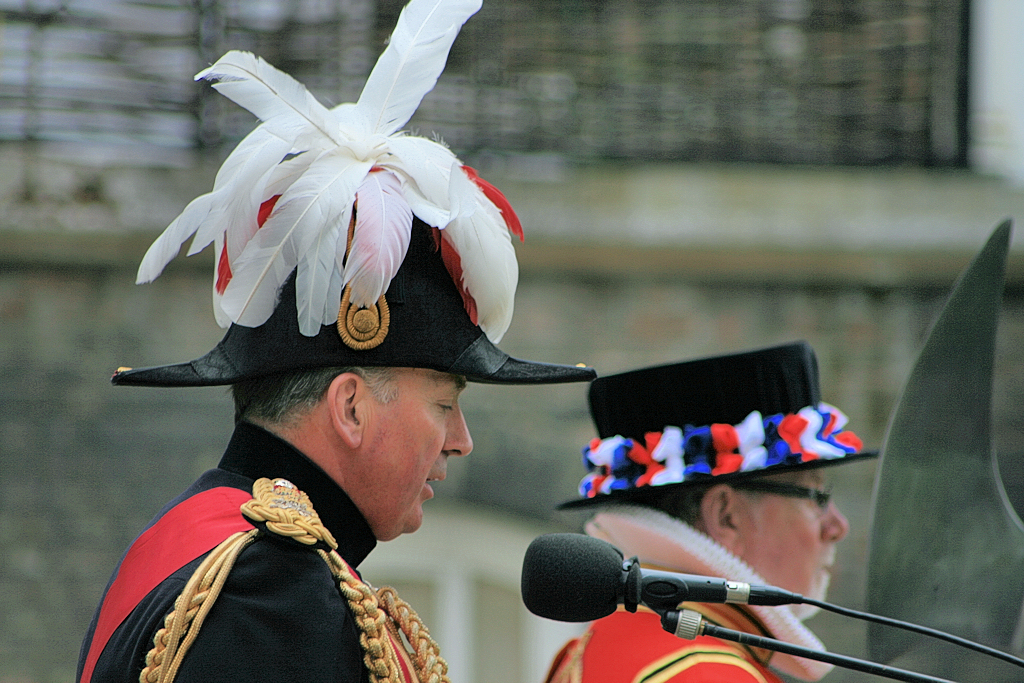
General Sir Richard Dannatt im Tower of London, 2007
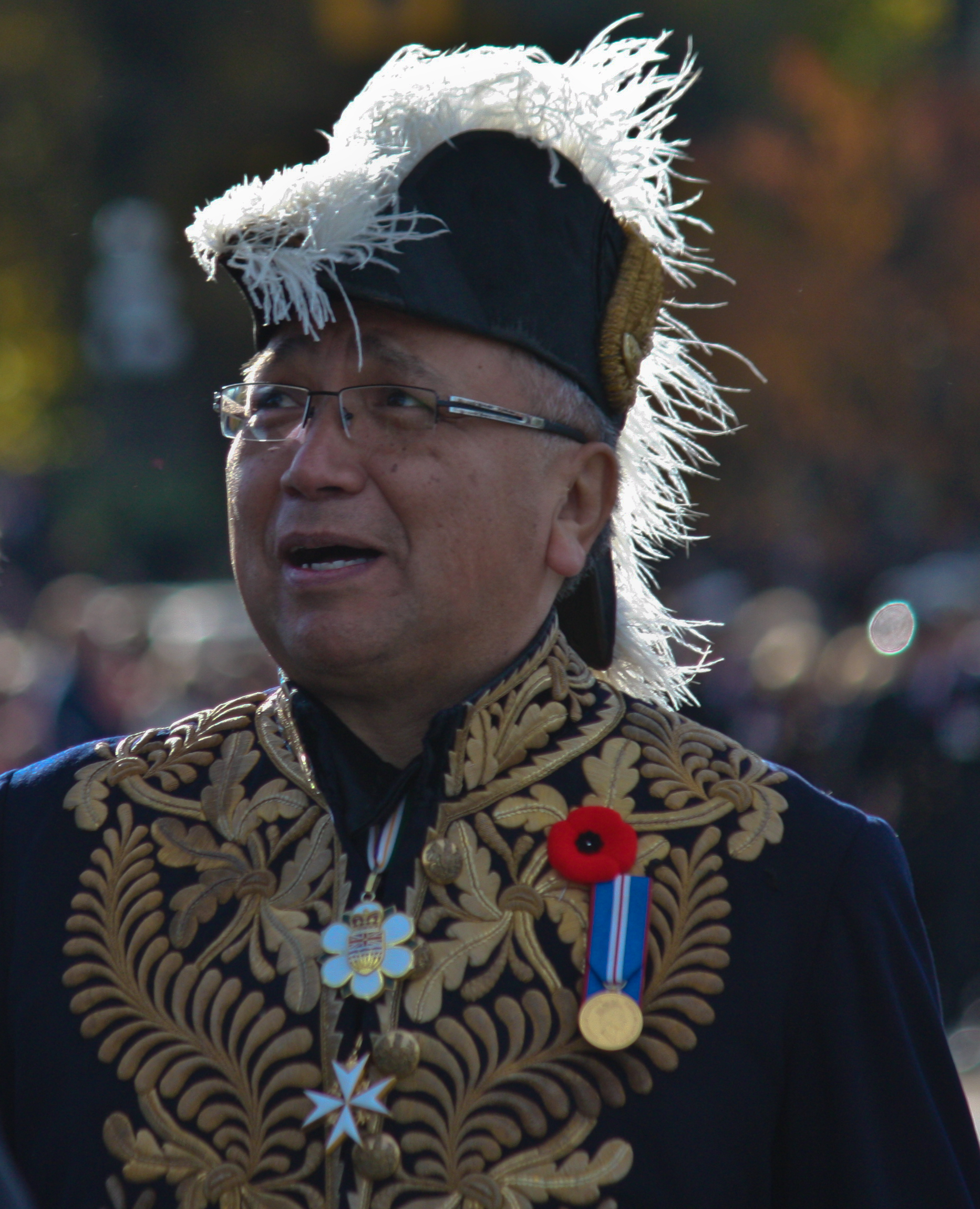
Steven Point, Vizegouverneur der kanadischen Provinz British Columbia, 2009
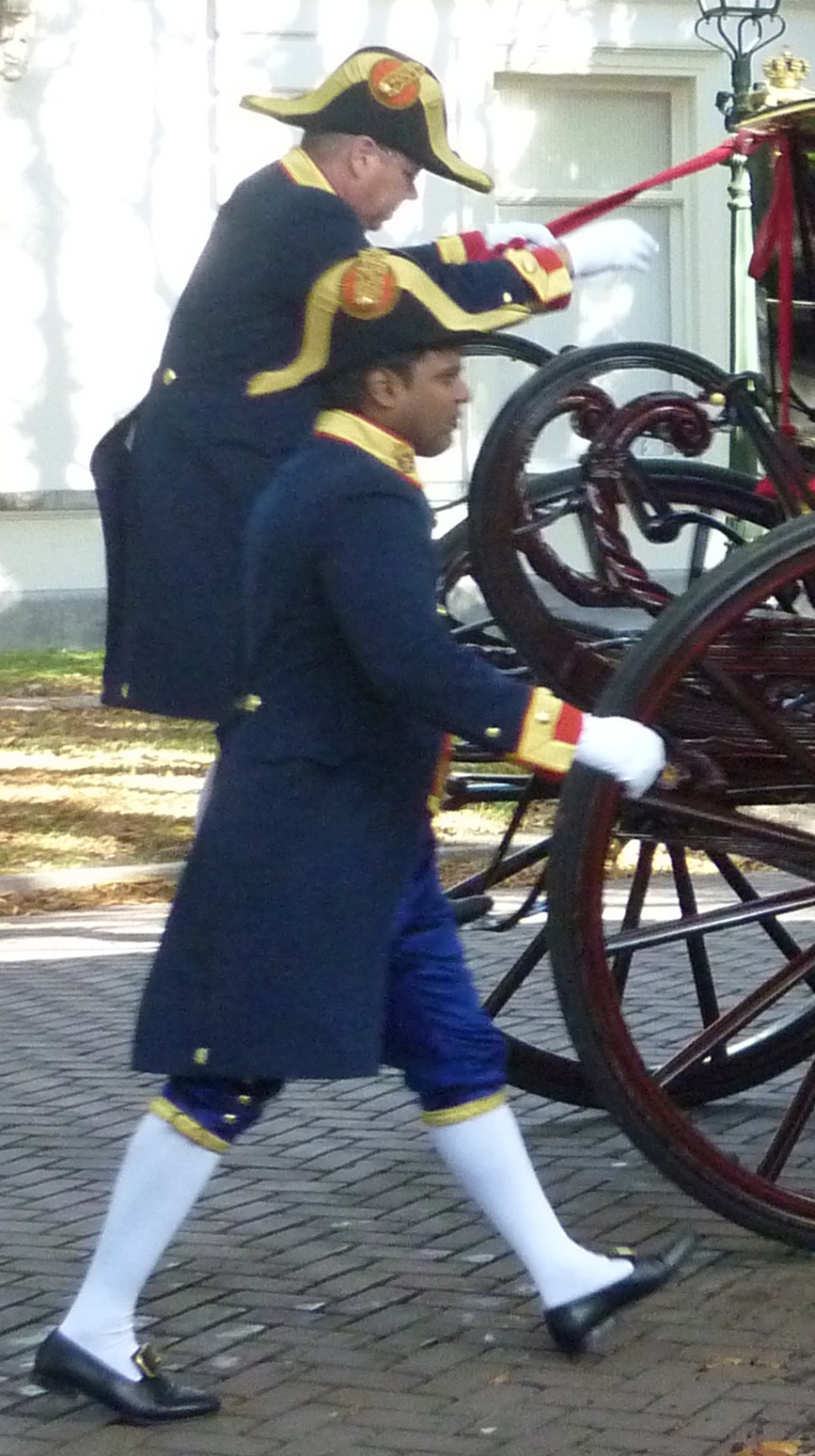
Niederländische Hofbedienstete bei einer Zeremonie, 2010